# Гамильтон, Джон Чёрч
Джон Чёрч Гамильтон (англ. John Church Hamilton) (22 августа 1792 — 25 июля 1882) — американский историк, биограф и юрист, сын Александра Гамильтона, первого министра финансов США. Гамильтону было 12 лет, когда его отец погиб на дуэли, в 1809 году он закончил Колумбийский Колледж, участвовал в Англо-американской войне в звании лейтенанта, после чего работал над биографией своего отца и издавал его бумаги. Он принадлежал к партии вигов, а затем к республиканской партии, но не смог пройти в Конгресс от штата Нью-Йорк. В 1880 году по его инициативе была открыта статуя Александра Гамильтона в Нью-Йорке.

## Ранние годы
Джон Чёрч Гамильтон был сыном Александра Гамильтона, политика штата Нью-Йорк, и его жена Элизабет Скайлер Гамильтон. Он родился 22 августа 1792 года: «Миссис Гамильтон только что подарила мне ещё одного мальчика, который, как и его мать, необычно хорош», сказал Гамильтон-Старший секретарю Джорджа Вашингтона, Тобиасу Лиру. За год до этого Александр Гамильтон находился во внебрачных отношениях с Марией Рейнольдс, и теперь её муж, Джеймс Рейнольдс шантажировал его, требуя денег. Узнав о рождении ребёнка, Рейнольдс решил, что Гамильтон будет сговорчив и 24 августа запросил ещё 200 долларов.
В 1794 году Джону было 2 года, когда он заболел, что совпало с беременностью его матери. В это время начались протесты против налога на виски в Пенсильвании, но Гамильтону-Старшему пришлось выпрашивать у Вашингтона отпуск, чтобы заняться здоровьем ребёнка, и затем продлевать отпуск. Летом того года он отправил жену и Джона в имение Скайлеров в Олбани и сам сопровождал их часть пути.
В 1798 году (когда Джону было 6 лет) Гамильтон-Старший вступил в переписку с авантюристом Франсиско де Миранда, который предлагал американцам завоевать Луизиану и Испанскую Флориду прежде, чем это сделают французы. Для поддержания секретности Гамильтон привлёк своего сына в качестве секретаря. Джон писал от его имени письма для Миранды и письма Руфусу Кингу в Лондон.

## Семья
Джон Чёрч был женат на Марии Элизе ван дер Хеувелл (1795-1873), дочери Яна Корнелиса ван дер Хеувелла, голландского политика и плантатора, впоследствии торговца в Нью-Йорке. В их семье было 14 детей:
- Александр (1815–1907), участник Гражданской войны в звании генерал-майора.
- Мария Уильямсон (1817–1822)
- Шарлотта Августа (1819–1896)
- Джон Корнелюс Адриан (1820–1879)
- Скайлер[англ.] (1822–1903)
- Джеймс  (1824–1825)
- Мария Элиза (1825–1887)
- Чарльз Апторп (1826 – 1901)
- Роберт П. (1828–1891)
- Аделаиде (1830–1915)
- Элизабет (1831–1884); в 1855 году вышла замуж за Генри Халлека, а после его смерти, в 1875 году, вышла повторно за Джорджа Каллума.
- Уильям Гастон (1832–1913)
- Лоуренс (1834 – 1858)
- Элис (1838 – 1905)